# Priyanka Chopra
Priyanka Chopra Jonas (hindi: प्रियंका चोपड़ा; født 18. juli 1982 i Jamshedpur i Jharkhand i Indien) er en indisk filmskuespiller og model. Hun vandt skønhedskonkurrenceerne Miss India World og Miss World 2000. Udover det er hun også sanger og har tidligere udgivet en single ("In my city") med Will.i.am.

## Privat
Nick Jonas friede til Priyanka i London på hendes fødselsdag 18. juli 2018, og parret fejrede deres forlovelse i Mumbai den 18. august 2018. Den 1. december 2018 giftede parret sig i Umaid Bhawan Palace i Jodhpur.
I januar 2022 fik parret deres første barn, en pige, via surrogat.